# Pelomedúzovití
Pelomedúzovití (Pelomedusidae) představují čeleď převážně afrických želv.

## Systematika a evoluce
Pelomedúzovití představují jednu z přežívajících čeledí skrytohlavých želv (Pleurodira). Korunová skupina skrytohlavých vyjma pelomedúz zahrnuje ještě čeledi matamatovití (Chelidae) a terekovití (Podocnemididae), jejichž současní zástupci mají gondwanské rozšíření. K těmto čeledím se přidružují i některé čeledi vyhynulé. Pelomedúzovití a jejich nejbližší předkové byli, na rozdíl od jiných linií skrytohlavých (jako jsou matamaty), svým areálem výskytu omezeni zejména na pevninskou Afriku, jejich současný výskyt až na Madagaskaru, Seychelách a Arabském poloostrově může představovat důsledek relativně nedávné transoceánské kolonizace.
Pelomedúzy se dělí do dvou recentních rodů, pelomedúza (Pelomedusa) a pelusie (Pelusios). K září 2024 dohromady zahrnovaly 27 druhů. V některých zdrojích mohou pelomedúzy vystupovat v rámci jediné čeledi společně s terekami.

## Charakteristika

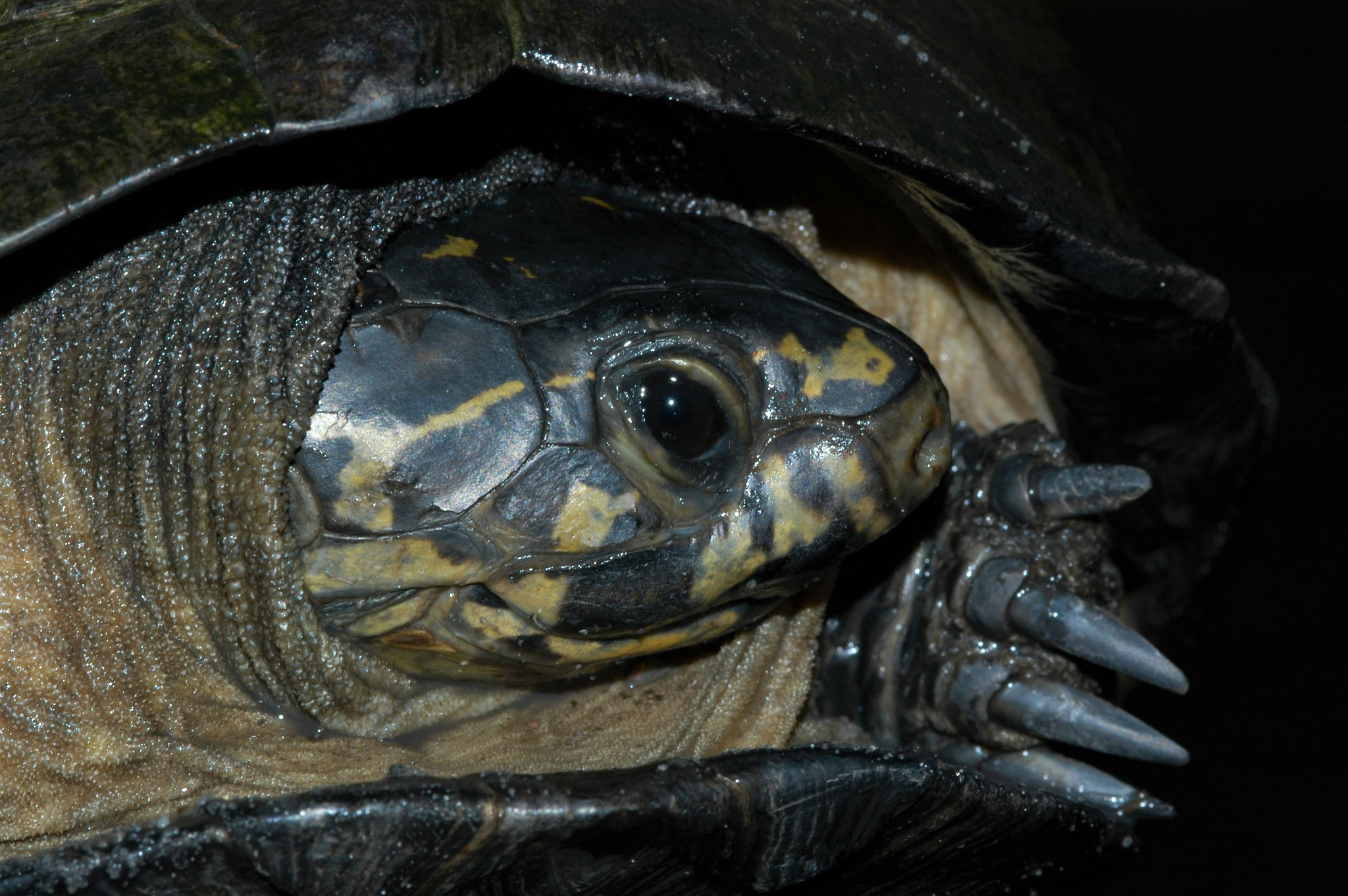
Pelusie okavanžská (Pelusios bechuanicus)

Pelomedúzovití jsou převážně středně velké želvy, velikostně typicky nepřesahující 30 cm. Největší zástupce, pelusie zoubkovaná (Pelusios sinuatus), měří co do délky krunýře asi 46 cm, naopak nejmenším druhem je pelusie malá (Pelusios nanus) o velikosti asi 12 cm. Většina druhů má podlouhlý, středně vysoký krunýř s variabilním počtem neurálních desek. Spodní část krunýře neboli plastron bývá poměrně velký, s pantovým mechanismem nebo bez něj. Konkrétně pelusie mají přední část plastronu pohyblivou a v případě potřeby ji přimknou tak, aby případnému narušiteli znemožnily přístup ke zranitelné hlavě a předním končetinám. Naproti tomu u pelomedúz se podobný pantový mechanismus neobjevuje. Podobně jako ostatní skrytohlavé želvy, pelomedúzovití ukrývají hlavu do krunýře ohybem krku do strany. Na zadních končetinách vyrůstá pět drápů.
Pelomedúzovití představují relativně špatně probádanou skupinu želv. Vyskytují se v pevninské Africe a přihlehlých oblastech a jde o obyvatele jezerních a říčních systémů, někdy dokonce i dočasných sladkovodních zdrojů – v takovém případě přečkávají nepříznivá období roku ve stavu strnulosti v bahnitém dně či na břehu poblíž vyschlé tůně. Většinu života tyto želvy tráví ve vodě, kde si hledají i potravu. Často se však vyhřívají poblíž svého vodního útočiště, ba některé druhy během období dešťů pobývají značné množství času i na souši. Jde převážně o masožravce, kteří pomalu a metodicky pátrají po kroužkovcích, měkkýších, korýších, hmyzu, rybách či obojživelnících, mohou však polapit i suchozemské obratlovce, již se například přišli napít, a nepohrdnou ani mršinou. Některé druhy se pak přikrmují i rostlinnou stravou. V případě napadení, respektive převrácení na hřbet se pelomedúzovité želvy brání rozstřikováním štiplavě páchnoucích výměšků, z tohoto důvodu nejsou místními komunitami příliš ceněny ani jako zdroj masa. Většina pelomedúzovitých zřejmě hnízdí koncem jara nebo léta. Relativně nepočetné snůšky o 6 až 18, možná až 48 podlouhlých vejcích s měkkou skořápkou se vyvíjejí okolo 8 do 10 týdnů. Determinace pohlaví závisí na teplotě, jak je pro řadu želv typické.